# Formato de papel

Comparación entre los formatos ISO A y los formatos estadounidenses carta (letter) y legal.

Utilización de la ISO 216
US-Letter

El formato de papel es el conjunto de los tamaños normalizados de papel, fabricados de manera habitual por la industria.
En la mayor parte del mundo se basan en los tamaños definidos en la norma ISO 216, que a su vez se basa en la norma DIN 476 (del año 1922). Paralelamente siguen existiendo otros sistemas tradicionales, como los utilizados en varios países de América, u otros que están cayendo en desuso, como el tamaño folio y sus derivados, anteriormente utilizados en Europa.
También hay más formatos de papel normalizados para otros usos, como los utilizados en los periódicos.

## Norma ISO 216 / DIN 476
La idea que subyace en la normalización de los formatos es aprovechar el papel al máximo de modo que se desperdicie lo mínimo posible.
La norma contempla tres series básicas, A, B y C, en las cuales las medidas de sus lados guardan una proporción tal que, dividiéndolo al medio en su longitud, cada una de las mitades siguen guardando la misma relación entre sus lados que el pliego original.
Para que la medida de los lados cumpla esta propiedad, deben guardar una relación particular. Si se llama "x" a un lado e "y" al otro:
{\displaystyle {\frac {x}{y}}={\frac {y}{\frac {x}{2}}}={\frac {2}{\frac {x}{y}}}\Rightarrow \left({\frac {x}{y}}\right)^{2}=2\Rightarrow \left({\frac {x}{y}}\right)={\sqrt {2}}\simeq 1,4142}
De ese modo cuando se requiere un tamaño de papel, el fabricante puede cortar y remitir el material sin miedo a que el resto sea inútil o en su defecto por querer aprovecharlo haya que guardarlo indefinidamente en sus almacenes hasta que la casualidad permita despachar el sobrante. Por esta razón este método supone un abaratamiento en el costo de venta, ya que no requiere sobrecargar en el precio todo el material desechado. Si un comprador requiere un tamaño específico, todavía es posible servirlo, se trabaja a partir del tamaño Ax en que encaja el pedido y se le cobra ese tamaño más los cortes. Pero ahora el comprador puede querer reajustar el tamaño de su pedido para evitar sobrecostes ciñéndose a las medidas propuestas. 
Por tanto, en los formatos ISO/DIN, en general:
- La relación entre sus lados es: √2.
- Los lados se expresan en mm (redondeando al entero inferior).
- Cada formato tiene (aproximadamente) la mitad de superficie del inmediato superior, con el siguiente criterio: su lado mayor es igual al lado menor del formato superior, y su lado menor es igual a la mitad del lado mayor del formato superior. Pero, en todos los casos, se redondean los lados en mm al entero inferior. Por eso, en los casos en que resultan decimales (mitades de números impares), no tienen exactamente la mitad de longitud, ni la mitad de superficie (sino un poco menos).

### Serie A
La serie A fue adoptada en Europa en el siglo XIX y actualmente se utiliza en todo el mundo, excepto en los Estados Unidos y Canadá.

Papel ISO 216 - serie A

En la serie A, su base (formato A0):
- Tiene 1 m² de superficie.
- Su lado menor es: {\displaystyle {\frac {1}{\sqrt[{4}]{2}}}} m = 0.841 m = 841 mm.
- Su lado mayor es: {\displaystyle {\sqrt[{4}]{2}}} m = 1.189 m = 1189 mm.

En la serie A, la hoja de tamaño 1 m² recibe el nombre de A0, y las siguientes divisiones, que reducen su superficie (aproximadamente) a la mitad del anterior, reciben sucesivamente los nombres de A1, A2, A3, A4, A5, A6, ..., etcétera, indicando con ellos el número de cortes a la mitad desde la hoja original, ayudando así su nombre a hacerse una idea de su superficie (1 m² dividido por 2 elevado al n.º de orden del formato).
Debido a los redondeos aplicados (ajustar las medidas de los lados, expresadas en mm, al entero inferior), se producen pequeñas diferencias, respecto a las medidas que resultarían sin dichos redondeos. Como ejemplos:
- El papel formato DIN original (A0), no tiene exactamente 1 m² = 1 000 000 mm², sino (1189 mm x 841 mm) = 999 949 mm².
- En el A4, siendo el 4º corte, debería tener una superficie de: 1 000 000 / 24 = 62 500 mm², sin embargo tiene: 62 370 mm² (210 mm x 297 mm).

| Formato | A0         | A1        | A2        | A3        | A4        | A5        | A6        | A7       | A8      | A9      | A10     |
| ------- | ---------- | --------- | --------- | --------- | --------- | --------- | --------- | -------- | ------- | ------- | ------- |
| mm × mm | 841 × 1189 | 594 × 841 | 420 × 594 | 297 × 420 | 210 × 297 | 148 × 210 | 105 × 148 | 74 × 105 | 52 × 74 | 37 × 52 | 26 × 37 |

### Serie B

Papel ISO 216 - serie B

Además de la serie A, hay una serie B menos común. El área de las hojas de la serieB es la media geométrica de las hojas de la serie A sucesivas. Así, B1 es del tamaño entre A0 y A1, con una superficie de 0.707 m². Como resultado, B0 es de 1 metro de ancho, y otros tamaños de la serie B son una media, un cuarto o más fracciones de un metro de ancho. Muchos carteles utilizan papel de la serie B o una aproximación cercana; por ejemplo 50 cm × 70 cm (B2) es una opción relativamente común para los libros. La serie B también se utiliza para los sobres y los pasaportes. La serie B es ampliamente utilizada en la impresión de la industria para describir tanto los tamaños de papel y la impresión de tamaños de prensa, incluidas las prensas digitales.
En la serie B, su base (formato B0):
- Tiene √2 m² de superficie.
- Su lado menor es: 1 m = 1000 mm.
- Su lado mayor es: √2 = 1.414 m = 1414 mm.

La tabla con las medidas de los formatos, resulta:
| Formato | B0          | B1         | B2        | B3        | B4        | B5        | B6        | B7       | B8      | B9      | B10     |
| ------- | ----------- | ---------- | --------- | --------- | --------- | --------- | --------- | -------- | ------- | ------- | ------- |
| mm × mm | 1000 × 1414 | 707 × 1000 | 500 × 707 | 353 × 500 | 250 × 353 | 176 × 250 | 125 × 176 | 88 × 125 | 62 × 88 | 44 × 62 | 31 × 44 |

### Serie C

Papel ISO 269 - serie C

La serie C se utiliza solo para sobres y se define en la norma ISO 269. El área de las hojas de la serie C es la media geométrica de las áreas de la serie A y de la serie B del mismo número; por ejemplo, el área de una hoja C4 es la media geométrica de las áreas de una hoja A4 y una hoja B4. Esto significa que C4 es ligeramente mayor que A4, y B4 ligeramente mayor que C4. El uso práctico de esto es que una carta escrita en papel A4 se ajusta dentro de un sobre C4, y un papel C4 se ajusta dentro de un sobre B4.
En la serie C, en todos sus formatos:
- Sus lados son la media geométrica (raíz cuadrada del producto) de los lados de las series A y B:

| Formato | C0         | C1        | C2        | C3        | C4        | C5        | C6        | C7       | C8      | C9      | C10     |
| ------- | ---------- | --------- | --------- | --------- | --------- | --------- | --------- | -------- | ------- | ------- | ------- |
| mm × mm | 917 × 1297 | 648 × 917 | 458 × 648 | 324 × 458 | 229 × 324 | 162 × 229 | 114 × 162 | 81 × 114 | 57 × 81 | 40 × 57 | 28 × 40 |

## Otros formatos
Existen otras formas de papel normalizados, los más usados son los que se emplean en los Estados Unidos de América, Canadá, Filipinas y en diferentes países de América Latina.

### Formato americano
En varios países de América no se utiliza el formato DIN, pero de forma equivalente al tamaño A4, se usa para escritos comunes y documentos formales el formato americano, que tiene los siguientes nombres y medidas:
- Carta [6] (216 mm × 279 mm, algunas papeleras la denominan letter o carta americano).
- Oficio [7] (216 mm × 330 mm, de uso en Bolivia, Chile, Colombia, El Salvador, Guatemala, Paraguay, Perú, Venezuela; distinto a legal u oficio americano).
- Legal [8] (216 mm × 356 mm, algunas papeleras lo denominan ‘oficio’ u oficio americano).
- Media carta [9] (216 mm × 140 mm, algunas papeleras la denominan estamento o half letter).

| Nombre      | Medida (pulgadas) | Medida (mm) | Ancho-alto |
| ----------- | ----------------- | ----------- | ---------- |
| Carta       | 8½ × 11           | 216 × 279   | 1:1.2916   |
| Oficio      | 8½ × 13           | 216 × 330   | 1:1.5278   |
| Legal       | 8½ × 14           | 216 × 356   | 1:1.6481   |
| Media carta | 8½ × 5½           | 216 × 140   | 1:1.5428   |

| Nombre                 | Medida (pulgadas) | Medida (mm)   | Ancho-alto |
| ---------------------- | ----------------- | ------------- | ---------- |
| Letter / carta         | 8½ × 11           | 215.9 × 279.4 | 1:1.2941   |
| Government legal       | 8½ × 13           | 215.9 × 330.2 | 1:1.5295   |
| Legal                  | 8½ × 14           | 215.9 × 355.6 | 1:1.6471   |
| Tabloide / doble carta | 11 × 17           | 279.4 × 431.8 | 1:1.5455   |

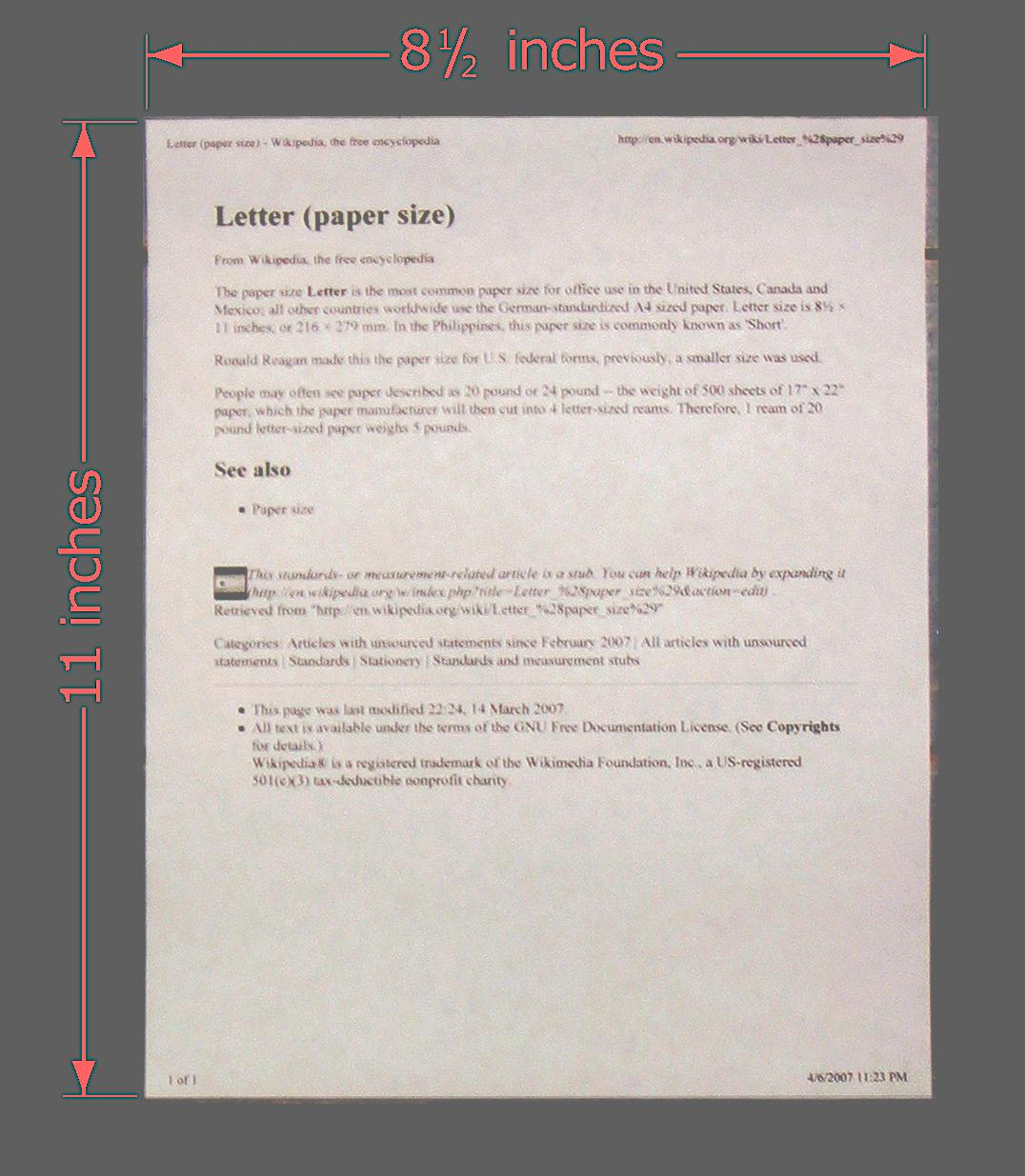
Papel tamaño carta (en versión anglosajona: letter)

- Se entiende como papel formato americano / sistema americano, a las formas de papel de uso común en países de América, también extendido en Filipinas y de utilización alternativa en la India y Pakistán.

#### Otras formas de papel convencionales en América
Existen otros tamaños de papel de uso corriente, en algunos países de América, y son: 
- Extra tabloide [12] (304 mm x 457 mm; colombiano).
- Foolscap folio[13] (216 x 341 mm ª; ‘oficio’ [*mexicano][14]).
- Junior legal [15] (127 x 203 mm; estadounidense).

| Nombre         | Medida (pulgadas) | Medida (mm) | Ancho-alto |
| -------------- | ----------------- | ----------- | ---------- |
| Extra tabloide | 12 × 18           | 304 × 457   | 1:1.3893   |
| Foolscap folio | 8½ × 13½          | 216 × 341 ª | 1:1.5787   |
| Junior legal   | 5 × 8             | 127 × 203   | 1:1.5984   |

ª Aproximación de medida, acorde al tamaño de papel utilizado actualmente en América.

### Formato extendida DIN 476
También existe, como complemento a las medidas ISO 216 - DIN 476, toda una serie de formatos extendidos, como la serie A+ o la serie D; se usan principalmente en dibujo e impresión artística:
| Formato | 4A0 (ISO)   | 2A0 (ISO)   | B0+         | A0+ (ISO)  | SRA0 (ISO) | A0+ (DIN)  | RA0 (ISO)  | SRA1 (ISO) | DIN D0     | RA1 (ISO) | A1+       | SRA2 (ISO) | RA2 (ISO) | A3+       | SRA3 (ISO) | SRA4 (ISO) |
| ------- | ----------- | ----------- | ----------- | ---------- | ---------- | ---------- | ---------- | ---------- | ---------- | --------- | --------- | ---------- | --------- | --------- | ---------- | ---------- |
| mm × mm | 1682 x 2378 | 1189 × 1682 | 1118 x 1580 | 914 x 1292 | 900 x 1280 | 882 × 1247 | 860 x 1220 | 640 x 900  | 771 x 1091 | 610 x 860 | 609 × 914 | 450 x 640  | 430 x 610 | 329 × 483 | 320 x 450  | 225 x 320  |

### Tamaños de papel equivalentes de forma

#### Formato pliego / B1
Pliego, nombre que recibe la hoja de papel con dimensiones de 100 cm x 70 cm, de este se derivan los nombres: 1/2 pliego (70 cm x 50 cm), 1/4 pliego (50 cm x 35 cm), 1/8 pliego (35 cm x 25 cm); es un tamaño de hoja comúnmente utilizado para cartelería; de uso en Colombia, equivalente al tamaño B1 (serie B, ISO)).

#### Formato mercurio / DIN D0
Mercurio, nombre que recibe la hoja de papel con dimensiones de 110 cm x 77 cm, de este se derivan los nombres: 1/2 mercurio (77 cm x 55 cm), 1/4 mercurio (55 cm x 38.5 cm), 1/8 mercurio (38,5 cm x 27,5 cm), ‘tabloide’, etc.; es un tamaño de hoja comúnmente utilizado para cartelería; de uso en Chile, equivalente al tamaño DIN D0 (serie D).

## Norma JIS P 0138 - serie B
El JIS P 0138 «dimensiones de acabado de papel» de Japón es un estándar establecido en 1951 y se basa en las «dimensiones de acabado de papel» anunciadas por el Ministerio de Industria y Comercio en 1929 como el estándar de Japón n.º 92.
La norma JIS está conformada con las series A y B. La serie A se define de igual forma que la serie ISO-A y la serie B se especifica como serie JIS-B / serie JB, la serie JIS-B es una norma local de Asia Oriental, con dimensiones diferentes de ISO y no es compatible con las normas internacionales. La serie JIS-B se utiliza principalmente en solo tres países: Japón, China y Taiwán. Se deriva del formato Mino establecido sobre la base del papel Mino, que es un periódico público del período Edo.
| Formato      | JB0         | JB1        | JB2       | JB3       | JB4       | JB5       | JB6       | JB7      | JB8     | JB9     | JB10    |
| Denominación | JIS B0      | JIS B1     | JIS B2    | JIS B3    | JIS B4    | JIS B5    | JIS B6    | JIS B7   | JIS B8  | JIS B9  | JIS B10 |
| ------------ | ----------- | ---------- | --------- | --------- | --------- | --------- | --------- | -------- | ------- | ------- | ------- |
| mm × mm      | 1030 × 1456 | 728 × 1030 | 515 × 728 | 364 × 515 | 257 × 364 | 182 × 257 | 128 × 182 | 91 × 128 | 64 × 91 | 45 × 64 | 32 × 45 |

## Formatos tradicionales en desuso en Europa
Los formatos tradicionales (tamaño europeo) incluían los siguientes tamaños de papel: el pliego común o doble folio (315 × 430 mm), el folio (215 × 315 mm), la mitad de un folio que es una cuartilla y la mitad de esta última una octavilla u octavo.
Actualmente en España se usa los nombres tradicionales (de folio) de forma equivalente con los formatos DIN, siendo el formato DIN A3 denominado también como doble folio, y el formato DIN A4 se le conoce también con el nombre de folio y al formato DIN A5 como cuartilla.
| Nombre       | Medida (mm)   | Relación        |
| ------------ | ------------- | --------------- |
| Pliego común | 315,0 × 430,0 | doble folio     |
| Folio        | 215,0 × 315,0 | folio           |
| Cuartilla    | 157,5 × 215,0 | medio folio     |
| Octavilla    | 107,5 × 157,5 | media cuartilla |
| Holandesa    | 220,0 × 280,0 | folio corto     |